# Долна Крупа
Долна Крупа (на словашки: Dolná Krupá) е село в окръг Търнава, Търнавски край, западна Словакия. Населението му е 2453 души.
Разположено е на 192 m надморска височина, на 13 km северно от град Търнава. Площта му е 24,63 km². Кмет на селото е Марек Декан.